# دسوسامین
دسوسامین (به انگلیسی: Desosamine) با فرمول شیمیایی C8H17NO3 یک ترکیب شیمیایی با شناسه پاب‌کم 14827 است. که جرم مولی آن ۱۷۵٫۲۳ گرم بر مول می‌باشد. 